# Cyrtaucheniidae
Famille
Les Cyrtaucheniidae sont une famille d'araignées mygalomorphes.

## Distribution

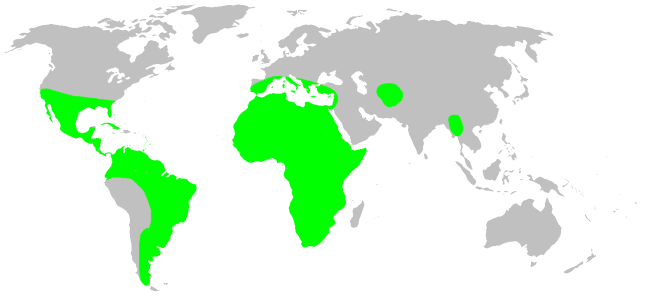
Distribution

Les espèces de cette famille se rencontrent en Afrique, en Amérique et en Asie centrale.

## Paléontologie
Cette famille est connue depuis le Néogène.

## Liste des genres
Selon World Spider Catalog (version 23.0, 26/02/2022) :
- Acontius Karsch, 1879
- Ancylotrypa Simon, 1889
- Anemesia Pocock, 1895
- Bolostromoides Schiapelli & Gerschman, 1945
- Bolostromus Ausserer, 1875
- Cyrtauchenius Thorell, 1869

## Systématique et taxinomie
Cette famille a été décrite par Simon en 1889 comme une tribu des Aviculariidae. Elle est élevée au rang de famille par Raven en 1985.
Les Euctenizinae ont été élevés au rang de famille par Bond & Hedin en 2012.
Cette famille rassemble 93 espèces dans six genres.

## Publication originale
- Simon, 1889 : « Arachnides. Voyage de M. E. Simon au Venezuela (décembre 1887-avril 1888). 4e Mémoire. » Annales de la Société Entomologique de France, sér. 6, vol. 9, p. 169-220 (texte intégral).